# Eriopyga lycophotoides
Eriopyga lycophotoides är en fjärilsart som beskrevs av D. Jones. Eriopyga lycophotoides ingår i släktet Eriopyga och familjen nattflyn. Inga underarter finns listade i Catalogue of Life.